# Liste des résolutions du Conseil de sécurité des Nations unies adoptées en 1977
Les résolutions du Conseil de sécurité des Nations unies sont les décisions qui sont votées par le Conseil de sécurité des Nations unies.
Une telle résolution est acceptée si au moins neuf des quinze membres (depuis le 17 décembre 1963, 11 membres avant cette date) votent en sa faveur et si aucun des membres permanents qui sont la Chine, les États-Unis, la France, le Royaume-Uni et l'Union soviétique (la Russie depuis 1991) n'émet de vote contre (qui est désigné couramment comme un veto).

## Résolutions 403 à 422
- Résolution 403 : Botswana-Rhodésie du Sud (adoptée le 14 janvier 1977).
- Résolution 404 : Bénin (adoptée le 8 février 1977).
- Résolution 405 : Bénin (adoptée le 14 avril 1977).
- Résolution 406 : Botswana-Rhodésie du Sud (adoptée le 25 mai 1977).
- Résolution 407 : Lesotho-Afrique du Sud (adoptée le 25 mai 1977).
- Résolution 408 : Israël-République arabe syrienne (adoptée le 26 mai 1977).
- Résolution 409 : Rhodésie du Sud (adoptée le 27 mai 1977).
- Résolution 410 : Chypre (adoptée le 15 juin 1977).
- Résolution 411 : Mozambique-Rhodésie du Sud (adoptée le 30 juin 1977).
- Résolution 412 : nouveau membre : Djibouti (adoptée le 7 juillet 1977 lors de la 2021e séance).
- Résolution 413 : nouveau membre : Viêt Nam (adoptée le 20 juillet 1977 lors de la 2025e séance).
- Résolution 414 : Chypre (adoptée le 15 septembre 1977).
- Résolution 415 : Rhodésie du Sud (adoptée le 29 septembre 1977).
- Résolution 416 : Égypte-Israël (adoptée le 21 octobre 1977).
- Résolution 417 : Afrique du Sud (adoptée le 31 octobre 1977).
- Résolution 418 : Afrique du Sud (adoptée le 4 novembre 1977).
- Résolution 419 : Bénin (adoptée le 24 novembre 1977).
- Résolution 420 : Israël-République arabe syrienne (adoptée le 30 novembre 1977).
- Résolution 421 : Afrique du Sud (adoptée le 9 décembre 1977).
- Résolution 422 : Chypre (adoptée le 15 décembre 1977).